# Ян Стен
Ян Стен (нід. Jan Havickszoon Steen, повне ім'я: Ян Хавікзоон Стен; приблизно 1626, Лейден — 3 лютого 1679, Лейден) — один з найвидатніших нідерландських живописців так званої Золотої доби голландського мистецтва. Представник жанрового малярства XVII століття, так званого голландського реалізму, прихильник побутового жанру. Його твори відомі своєю психологічною проникливістю, почуттям гумору й багатою кольоровою гамою.

## Життєпис
Художник не мав власного біографа чи особи, зацікавленої в збереженні відомостей про майстра. Тому точна дата народження Яна невідома, а роком народження умовно вважають 1626.
Ян Стен народився в місті Лейден, у нідерландській провінції Південна Голландія. Його родина походить з католицького ремісничого середовища. Батько був пивоваром і володів місцевою таверною The Red Halbert, яка належала родині впродовж двох поколінь. Стен був старшим сином із восьми чи більше дітей.

## Навчання
Мало відомостей збереглось і про навчання митця. Відомо, що Ян Стен відвідував престижну латинську школу при Лейденському університеті, як і його земляк Рембрандт. Художню освіту Стен здобував у Ніколауса Кнупфера (1603—1660), нідерландського художника історичних і образних сцен, у місті Утрехт. Також відомо про навчання Яна Стена у таких майстрів селянського побутового жанру, як Адріан ван Остаде й Дірк Галс, молодшого брата Франса Галса у місті Гарлем.
Мистецтвознавці знаходять у творчості Яна Стена схожість з художніми манерами його сучасників, серед яких
- Баренд ван Сомерен (1572—1632)
- Дейстер Віллем Корнеліс (1599—1635)
- Пітер Кодде (1599—1678)

1649 року Ян Стен одружився з донькою відомого художника–пейзажиста Яна ван Гоєна та переїхав до міста Гаага.

## Жанри і мандри по країні
Художники Голландії XVII століття часто не могли дозволити собі займатися тільки мистецтвом. Тому часто вони займаються ще якимось бізнесом чи ремеслом попри створення картин. Ян Стен цілком укладається у цю схему. Серед жанрів, які розробляв художник — портрет, релігійний образ, пейзаж, побутова картина. Найбільшим успіхом користувались картини побутового жанру, тому Ян Стен зосередився на створенні саме побутових картин.
Але навіть його популярність не рятувала від злиднів і фінансових проблем. Стен також утримував пивоварню у Лейдені. Після смерті власного батька у 1669 році він остаточно оселився у місті Лейден, де мав корчму з невеличким готелем. А до цього встиг пожити і попрацювати в Утрехті, Гаазі, Гарлемі. Щось роками утримувало митця далеко від батьківського дому. Кінець мандрам кладе смерть батька і отримання спадку.

## Родина
Мав родину. Його дружина Маргарита — дочка художника пейзажиста Яна ван Гойєна. Родина мала п'ятеро дітей. Їх імена збережені — Тадей, Єва, Корнеліс, Кетрін и Ян. З того, що він навчався в Утрехті, де панував католицизм, та з хрещення дітей за католицьким обрядом, робиться висновок, що був в лоні католицької церкви.
По смерті першої дружини, літній Ян Стен узяв шлюб вдруге у 1670 році з Марією ван Егмонт, удовою, володаркою сусідньої крамниці. Та народила ще двох дітей.

## Діалоги з картинами

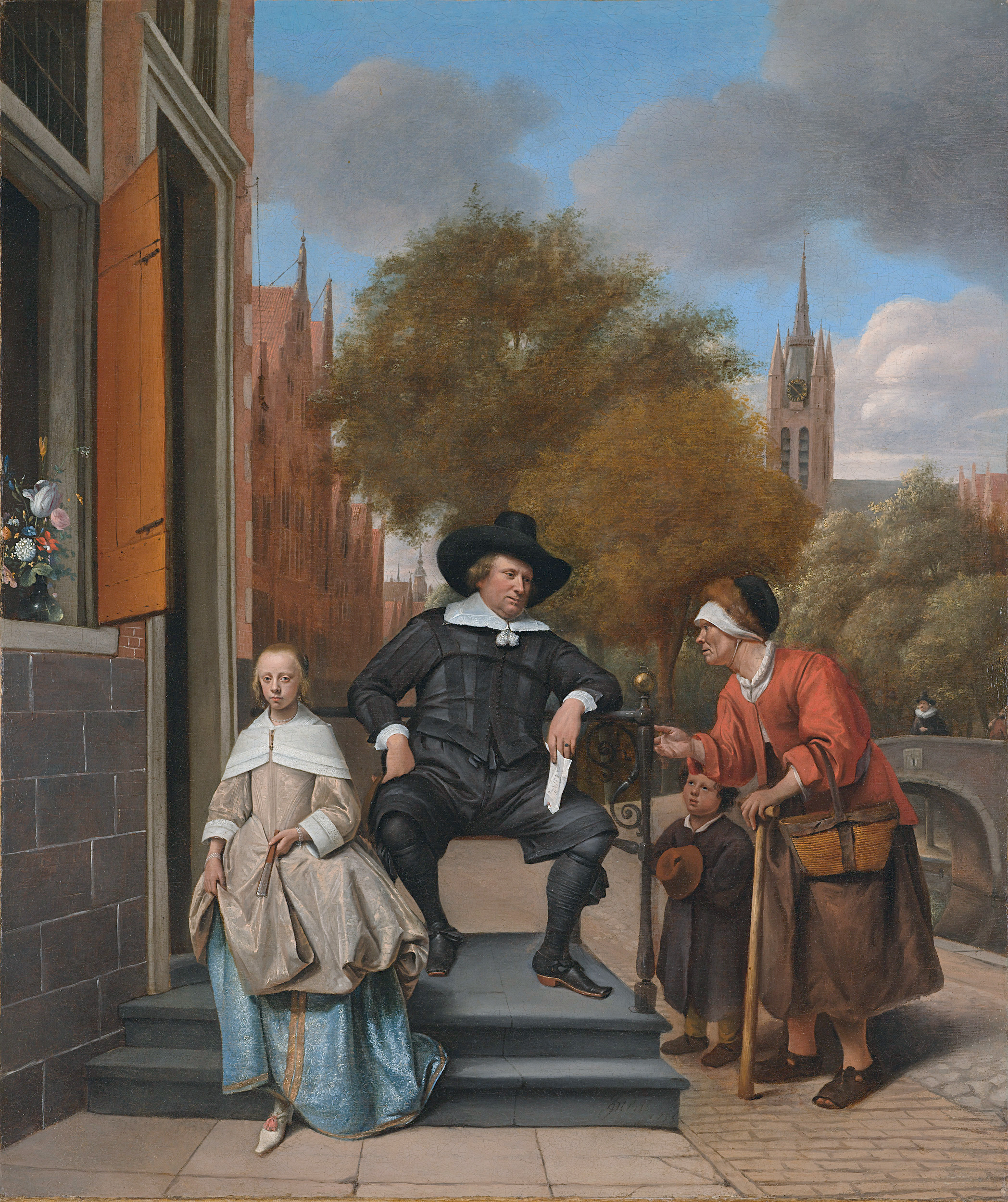
«Мер Делфта Адольф Крузер з дочкою Катаріною та жебраки», Ріксмузей, Амстердам

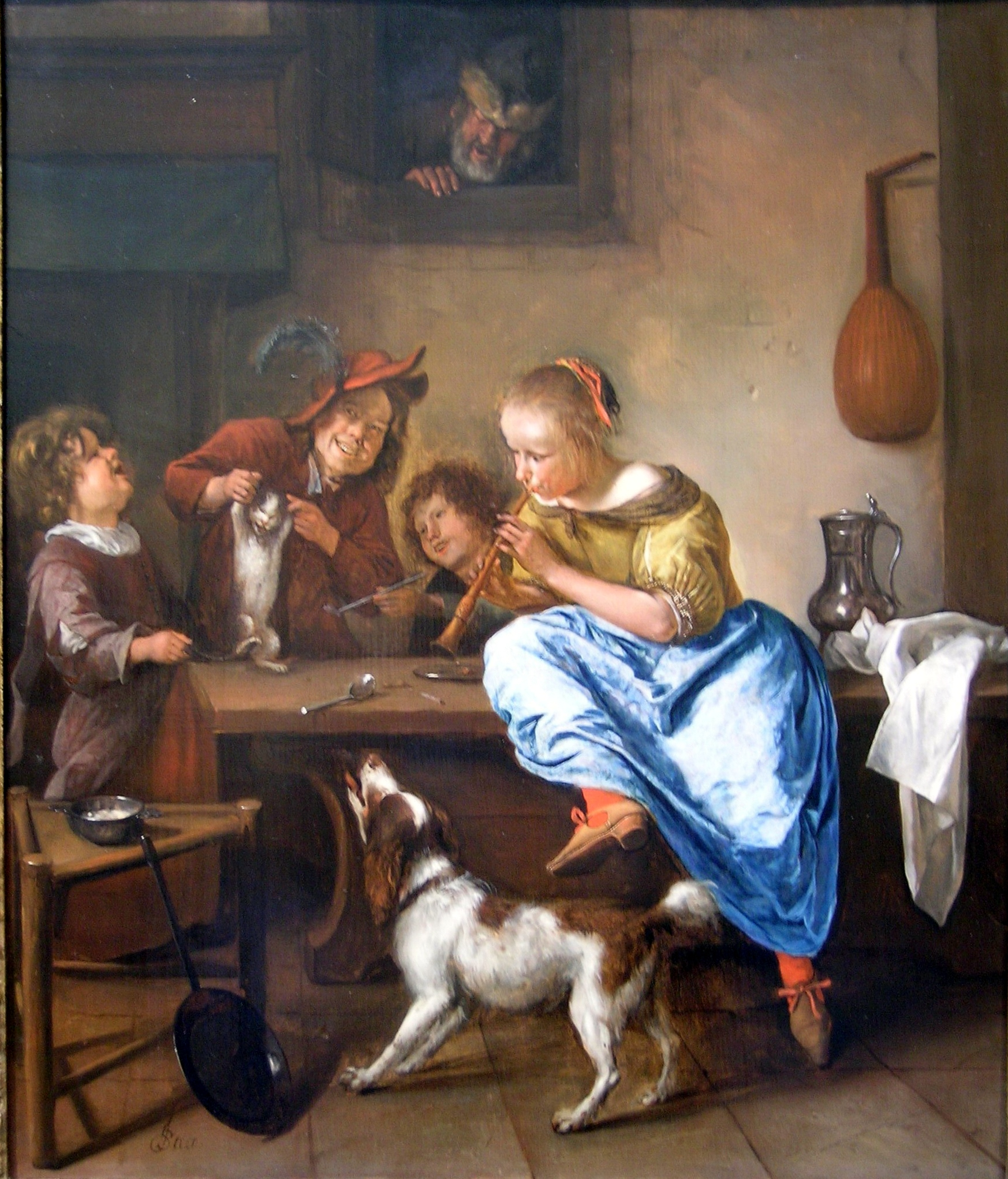
«Танок кошеняти»

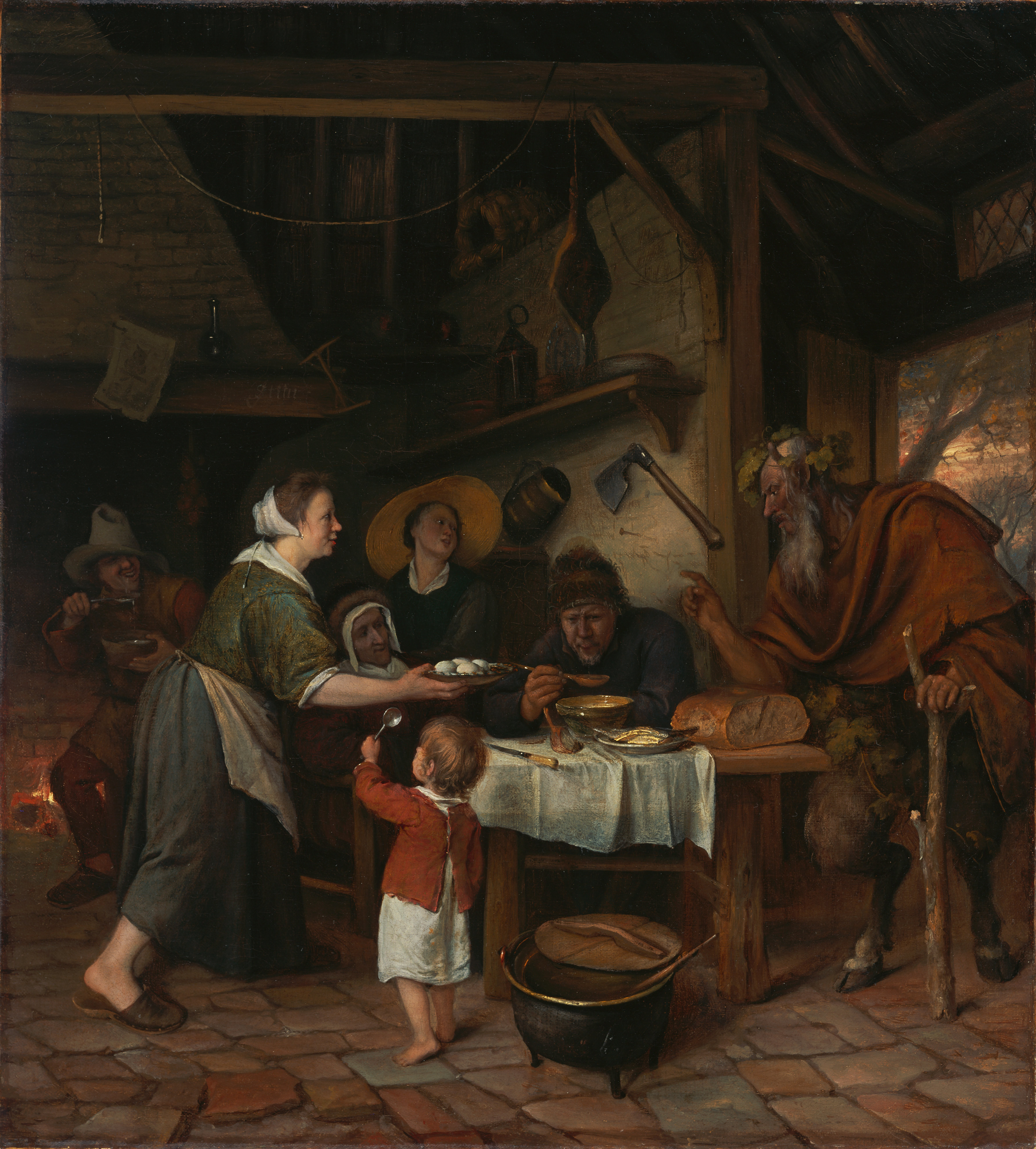
«Сатир і селяни»

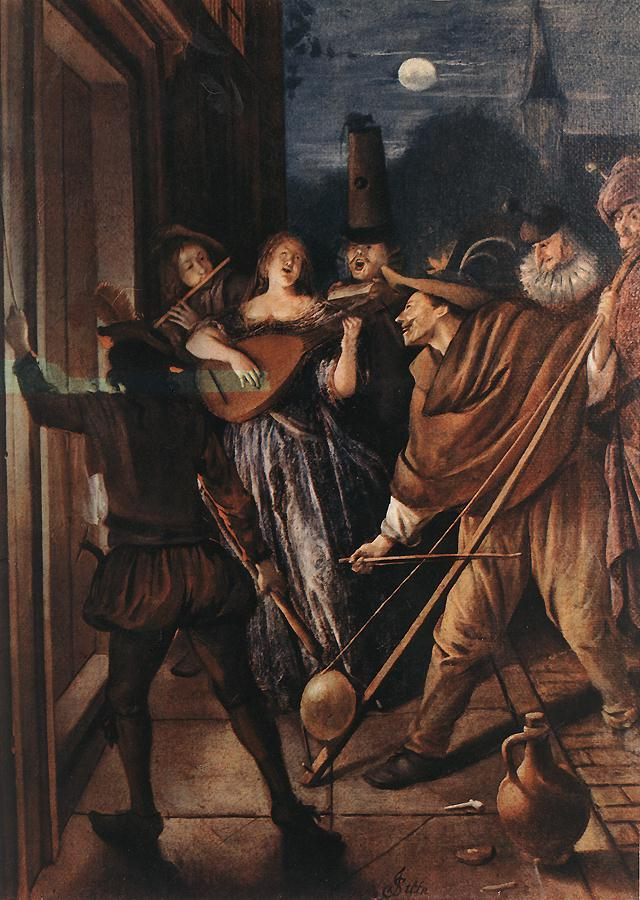
«Нічна серенада». Національна галерея (Прага).

Більше, аніж скупі звістки про митця в документах, дають діалоги з його картинами. Художник був легкої вдачі, товариський, далекий від іпохондрії чи трагічного світосприйняття. Його приваблювали кумедні ситуації, жарти і людські реакції на подібне. Звідси теми багатьох побутових картин митця, прикрашені гумором («Свято з приводу народження кошенят», «Нічна серенада», «Ритори у вікні», «Зустріч з товариством напідпитку»). Художник намагається розповідати про недоліки сучасників, але не переходить межі, не доходить до сарказму, гнівного осуду, як протестантський фанатик. Він наче вибачається перед глядачем, коли той застав його в неприбраному домі після вечірки («Автопортрет з дружиною напідпитку», Ермітаж). В його картинах мало драматизму («Ніж як аргумент в картярській грі»), а трагічних сюжетів практично не знайти.
Ян Стен не був аристократом за походженням і не став обслугою аристократів пізніше. У нього практично не було періоду зближення з багатіями, як у молодого Рембрандта. Все це уберегло митця від могутнього впливу бароко італійців XVII століття навіть в роки перебування в Утрехті — цій оазі католицизму і бароко в протестантській Голландії. Ян Стен — художник дрібної голландської буржуазії та міщан, представником яких був і сам.
Побутовий жанр спонукав художника звертатися до різних ситуацій. Є серед них і вимушені контакти багатіїв і жебраків («Мешканці Делфта» або «Адольф Крузер з дочкою Катаріною та жебраки», Ріксмузей, Амстердам). На порозі багатої оселі зустрілися багатій-володар з дочкою в розкішній сукні і жінка — жебрачка. Важко зрозуміти, на якому боці саме художник — на боці багатих і байдужих до людського горя чи на боці знедолених. До ситуації художник підходив як «документаліст»: ситуація є, він її фіксує, але нічим не розкриває власного ставлення до явища навіть з позицій християнської моралі, яку розділяв. Це при тому, що від триклятих питань сучасності важко було відсахнутися навіть людині з добрим гумором. В багатій Голландії знедолені і жебраки були болючою проблемою, іноді їх рахували за найбідніших в багатій країні. Збіднення спонукатиме до еміграції з країни в неблизькі Америку і Південну Азію (нині Індонезія). Куди легше було писати «Танок кошеняти» чи необразливі жарти з приводу графомана-літератора — серія картин «Ритори».
Ян Стен читав, в тому числі і Біблію, і був знайомим з різними літературними жанрами. Але, здається, надавав перевагу жартам, фарсам, комедіям, байкам. Серед тих, хто наближений до літератури на його картинах, нема відданих істориків чи прихильників «серйозних» жанрів. Після прочитаної байки чи жартівливого твору слухачі крізь регіт тягнуть «літератора» до келиха з вином чи пивом. Одну байку він знав досить добре, що відбилося в картинах серії «Сатир і селяни». Якось сатир дістався селянської родини і з здивуванням зауважив, що люди дмухають на їжу і тоді, коли охолоджують гарячу, і тоді, коли зігрівають холодну. Їх регіт і плутані пояснення його не задовольнили. Сатир вирішив, що хитрі люди приховують правду і, ображений, покинув їх. Ян Стен трактує сцену як побутову. Але робить це куди як неефектно, незацікавлено, ніж майстер фламандського бароко — Якоб Йорданс, що теж неодноразово звертався до сюжету цієї байки.
Цікавими стали і картини з малою кількістю персонажів. Такі сцени набувають особливого забарвлення, це і — * еротика («Куртизанка», «Візит клієнта до повії»)
- моральна настанова («Наслідки пиятики», «Свиня завжди бруд знайде»)
- роздуми («Одинак п'яниця»).

В останній художник покинув зубоскальство і навіть поряд не подав приятелів напідпитку чи жартуючих персонажів. П'яничка один, сумний і покинутий, а на обличчі — прихований відчай особи, яку спіткала поразка. Картина — покажчик, що Ян Стен міг теж писати картини різні за наповненням і забарвленням, але надав перевагу гумору, який допомагав долати недоліки оточення і не втрачати надію на краще.

## Смерть
Художник помер на початку лютого 1679 року у Лейдені. Відома дата його поховання — третє лютого 1679 року на цвинтарі Петеркерк в родинному склепі.

## Вибрані твори

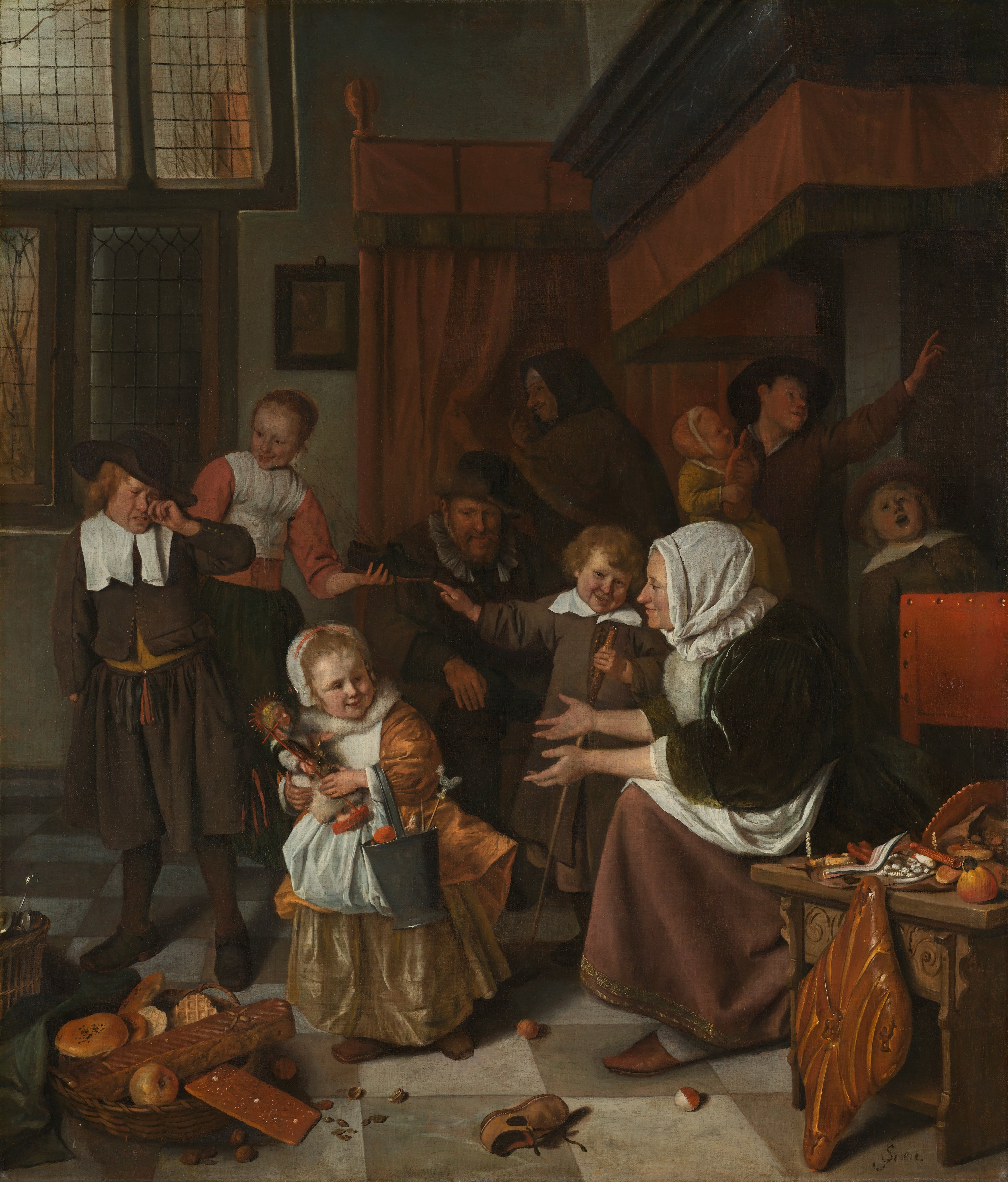
«Свято святого Миколая», бл. 1665—1668. Державний музей, Амстердам

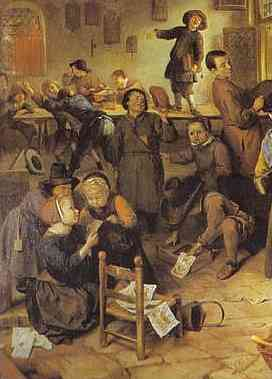
«Бедлам в сільській школі»

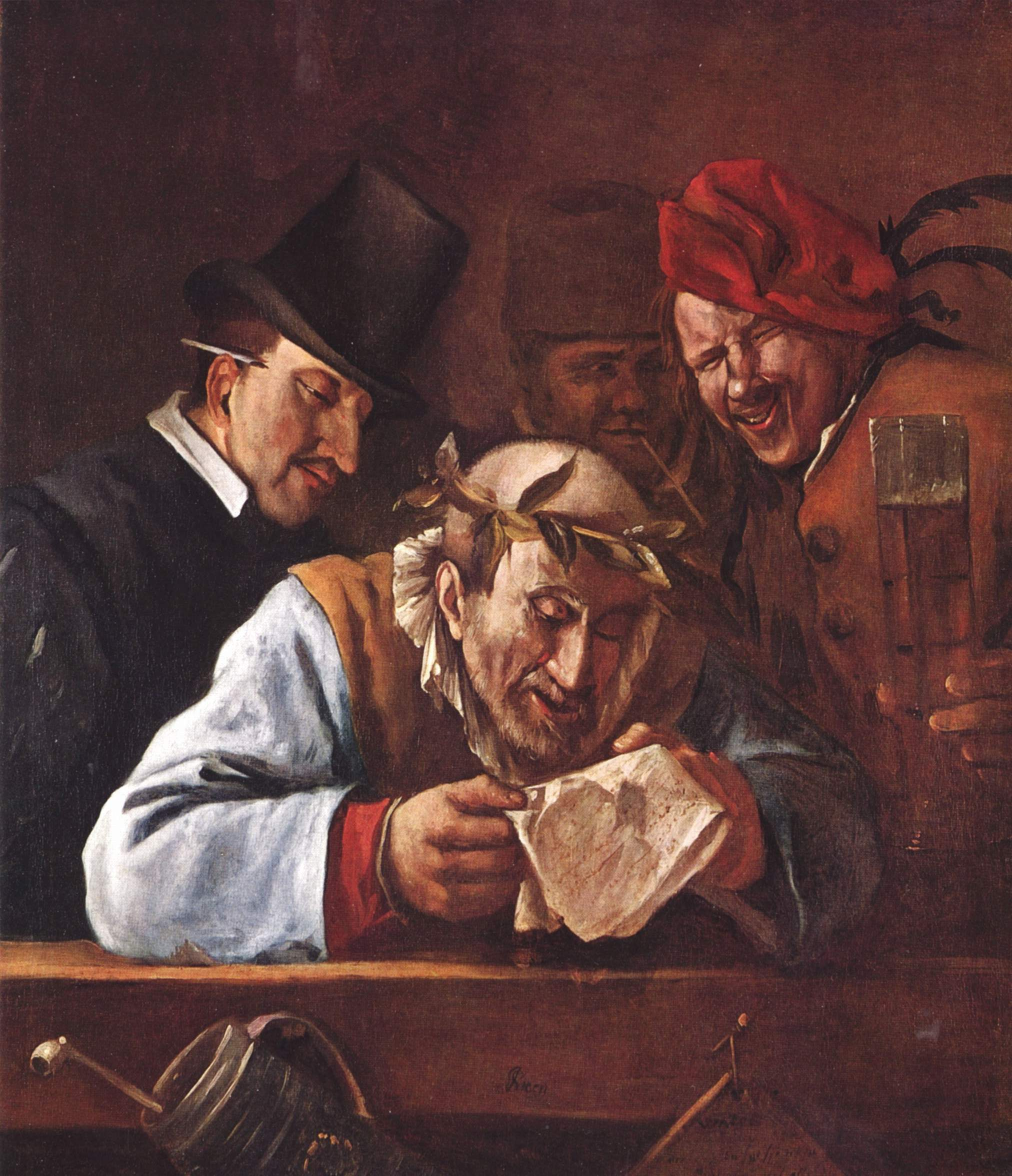
«Ритори. Писака читає свій твір друзям»

- «Весілля в Кані Галілейській», Дублін
- «Весілля Товія і Сарри»
- «Сатир і селяни», різні варіанти
- «Портрет ремісника Астварда з дружиною Катариною та хлібними виробами»
- «Автопортрет з лютнею», Мадрид
- «Автопортрет з дружиною напідпитку», Ермітаж, Санкт-Петербург
- «Портрет Бернардини Маргарет ван Рейсфелт» або «Пташиний двір», Мауріцхейс, Гаага
- «Обідня пора», Уффіці, Флоренція
- «Світ догори дригом», Музей історії мистецтв, Відень
- «Танок кошеняти», Амстердам
- «Свято з приводу народження кошенят», Будапешт
- «Концерт», Художній інститут Чикаго
- «Суворий шкільний вчитель»
- «Бедлам в сільській школі»
- «Витівки школярів, коли заснув вчитель»
- «Бійка в шинку», Мюнхен
- «Ніж як аргумент в картярській грі», Берлін
- «Свято святого Миколая», бл. 1665—1668. Державний музей, Амстердам
- «Селянське весілля» або «Обдурений наречений», Музей історії мистецтв, Відень
- «Бедлам на постоялому дворі», Лувр, Париж
- «Сценка в готелі», Амстердам
- «Клітка з папугою», Амстердам
- «Притворна хвора»
- «Візит лікаря», Санкт-Петербург
- «Візит клієнта», Будапешт
- «Хвороба закоханої»
- «Наслідки пиятики»
- «Свиня завжди бруд знайде», Мауріцхейс, Гаага
- «Одинак п'яниця»
- «Хрестини новонародженого», Берлін
- «Вибір між молодим і старим, але багатим», Варшава
- «Селяни біля постоялого двору»
- «Жінка за туалетами», різні варіанти
- «Ритори», різні варіанти

## Галерея

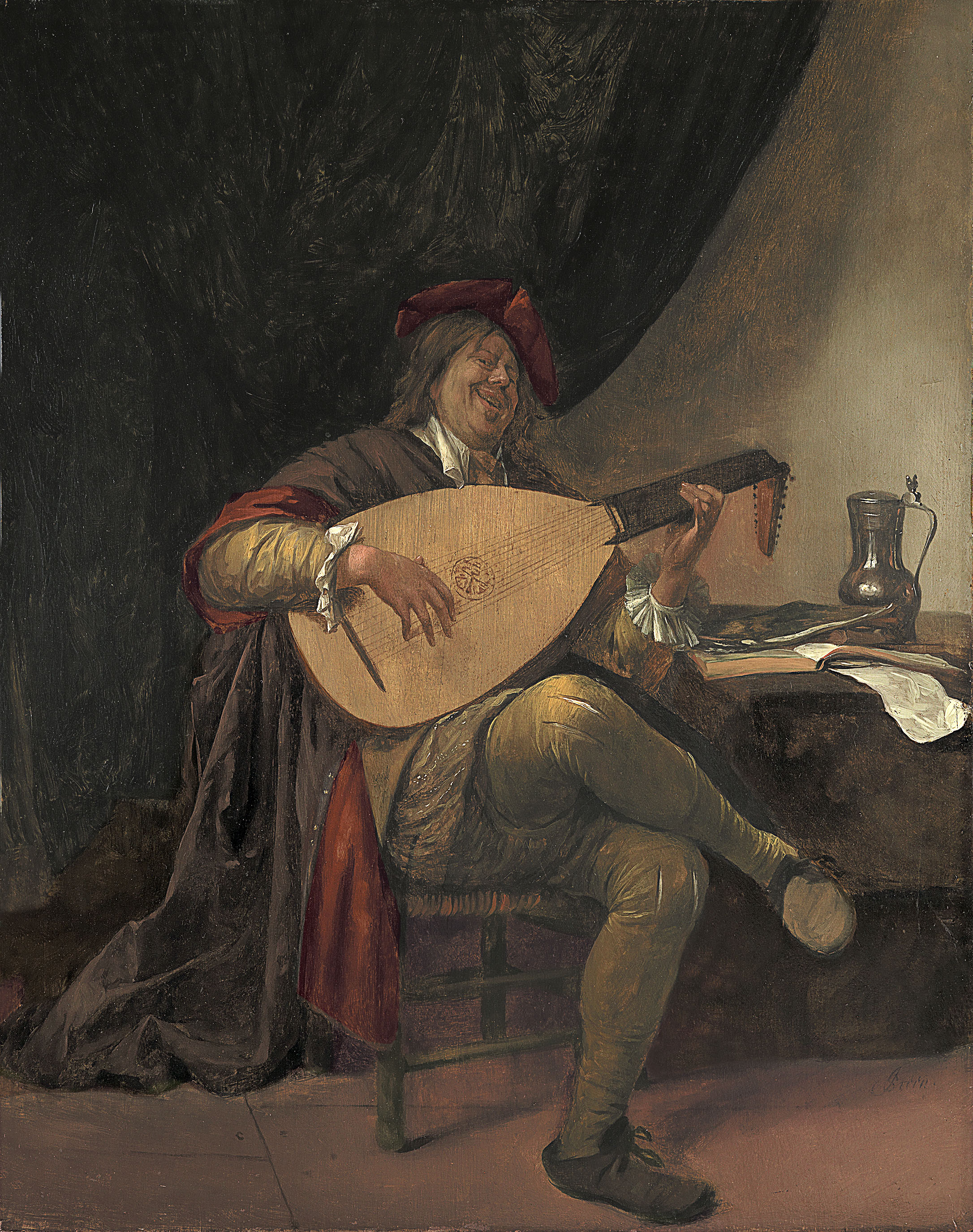
«Автопортрет з лютнею»
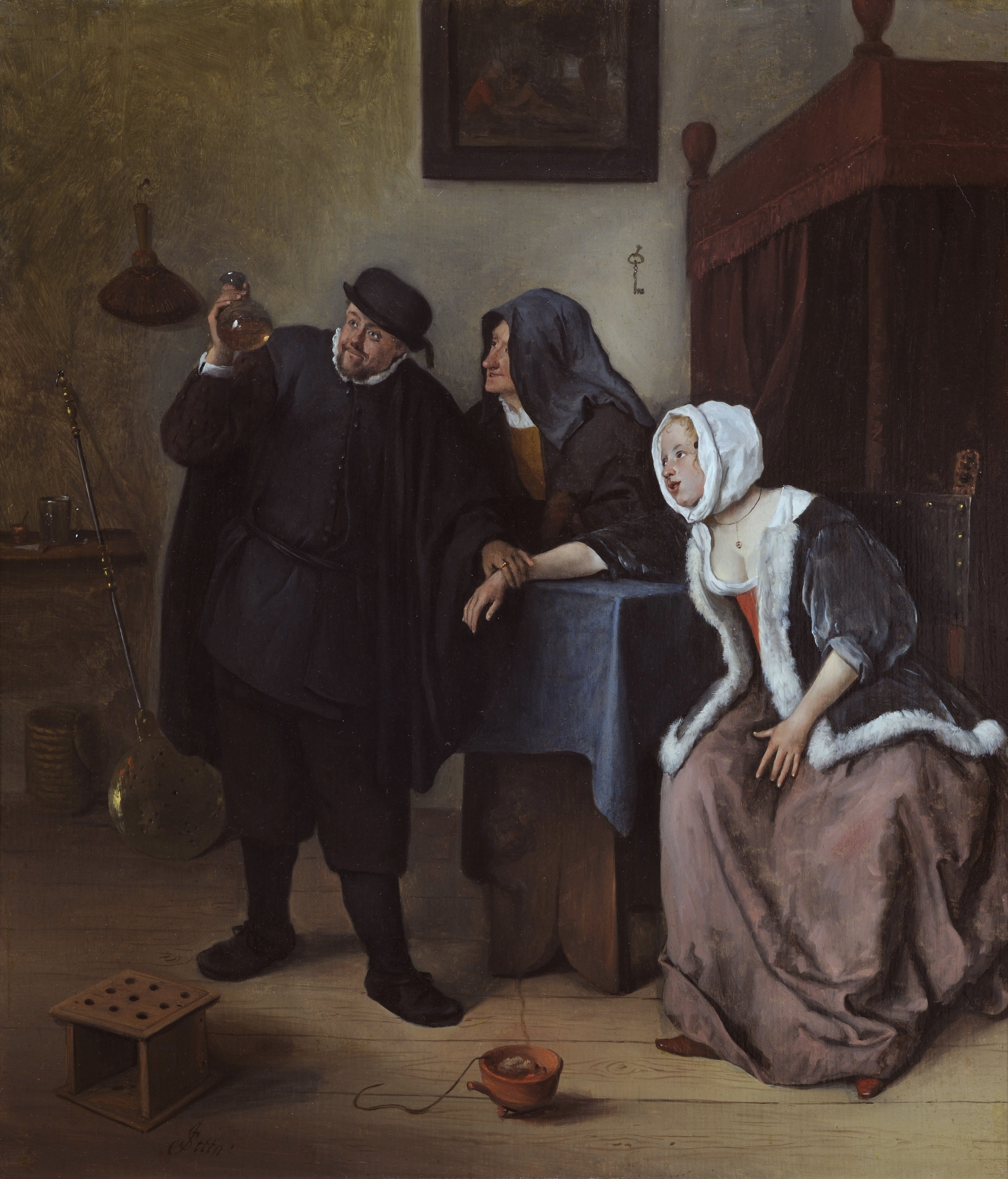
«Лікар і хвора» ( Аналіз сечі ), Лейден.
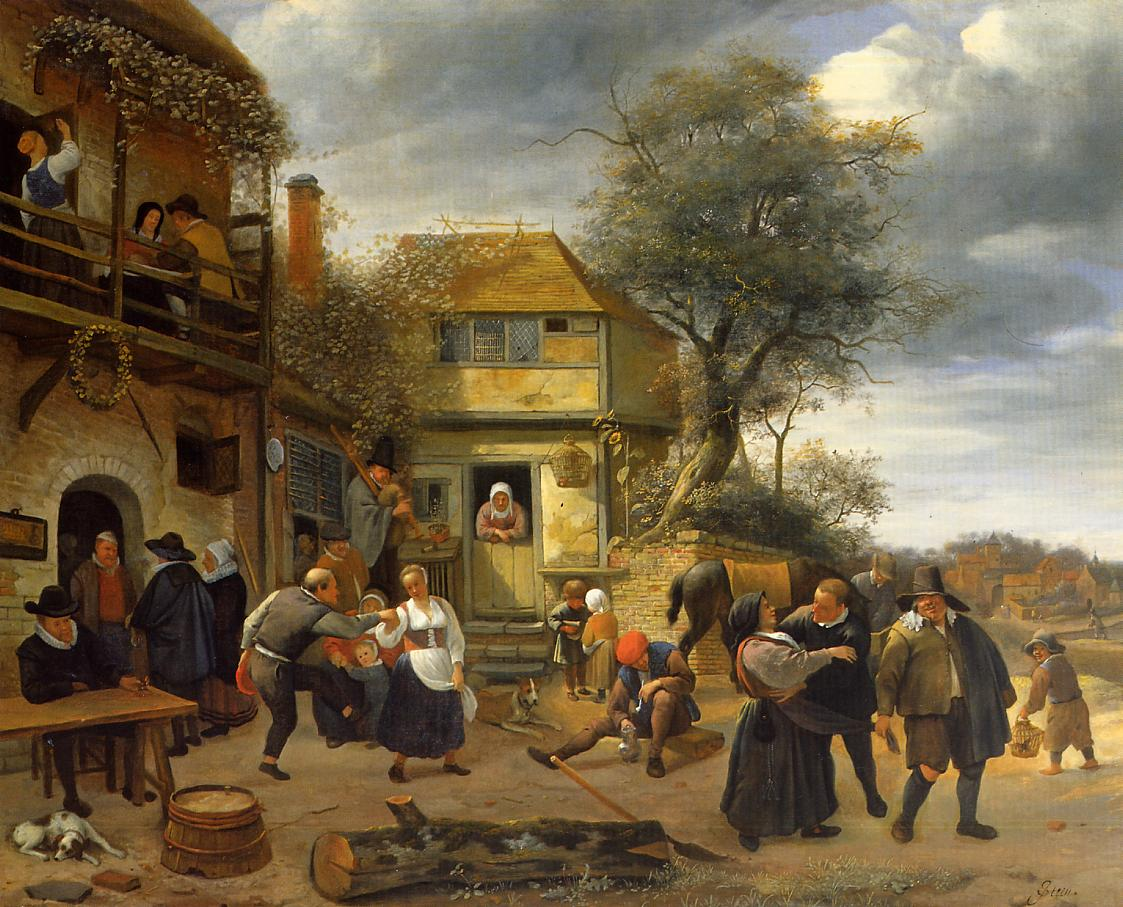
«Селяни біля постоялого двору»
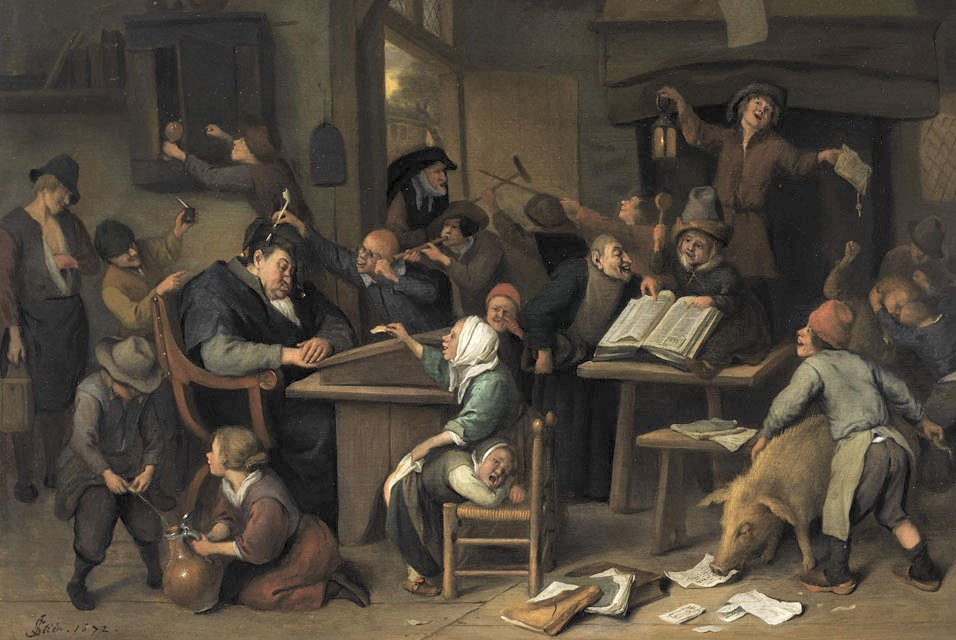
«Витівки школярів, коли заснув вчитель»
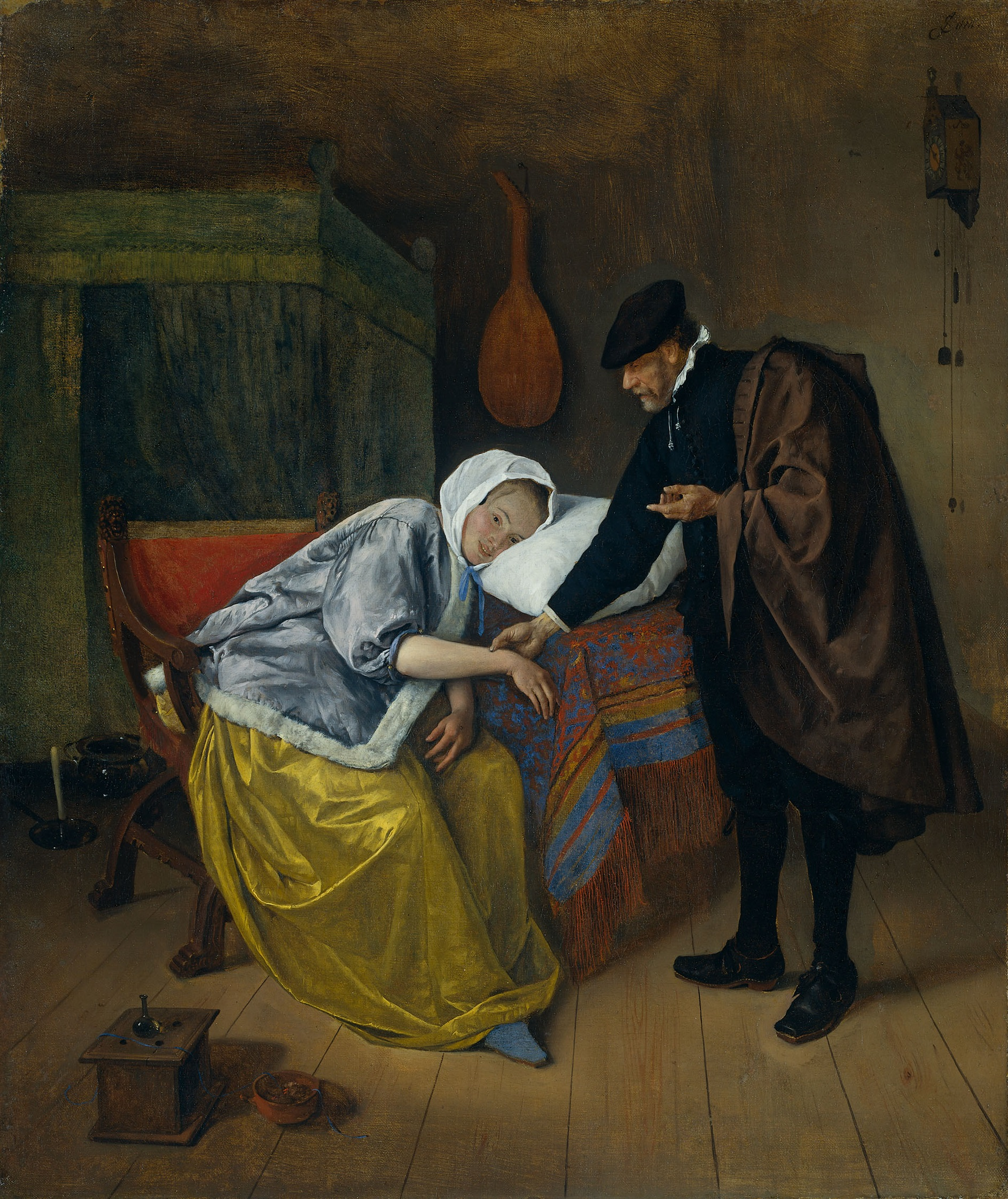
«Хвороба закоханої»
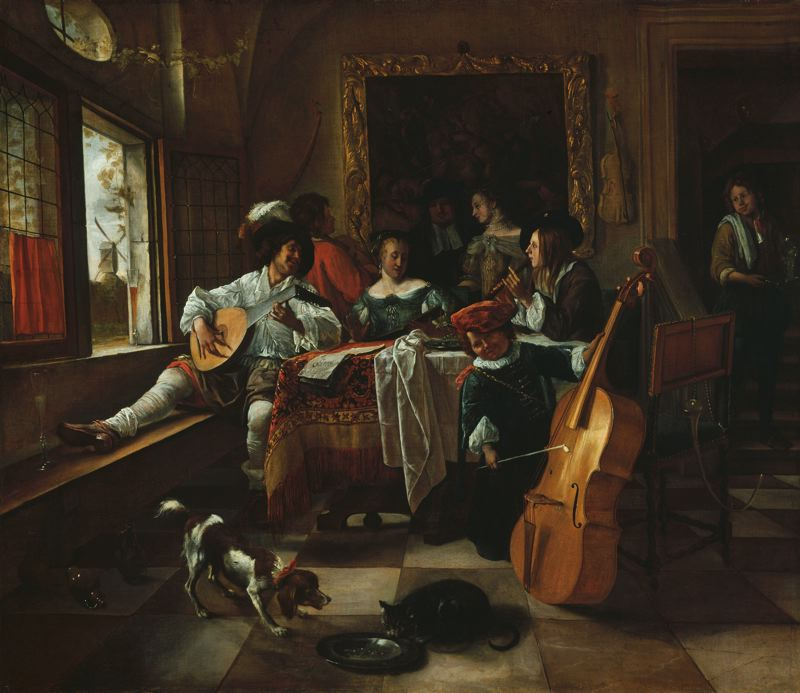
Концерт (Стен)
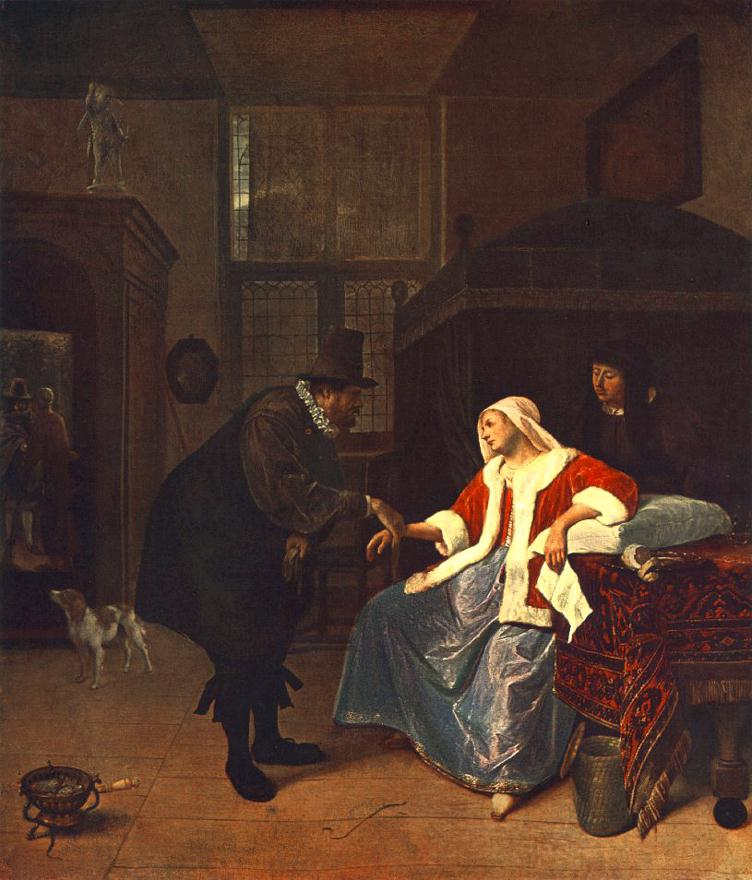
«Хвора і лікар» або «Хвороба закоханої»
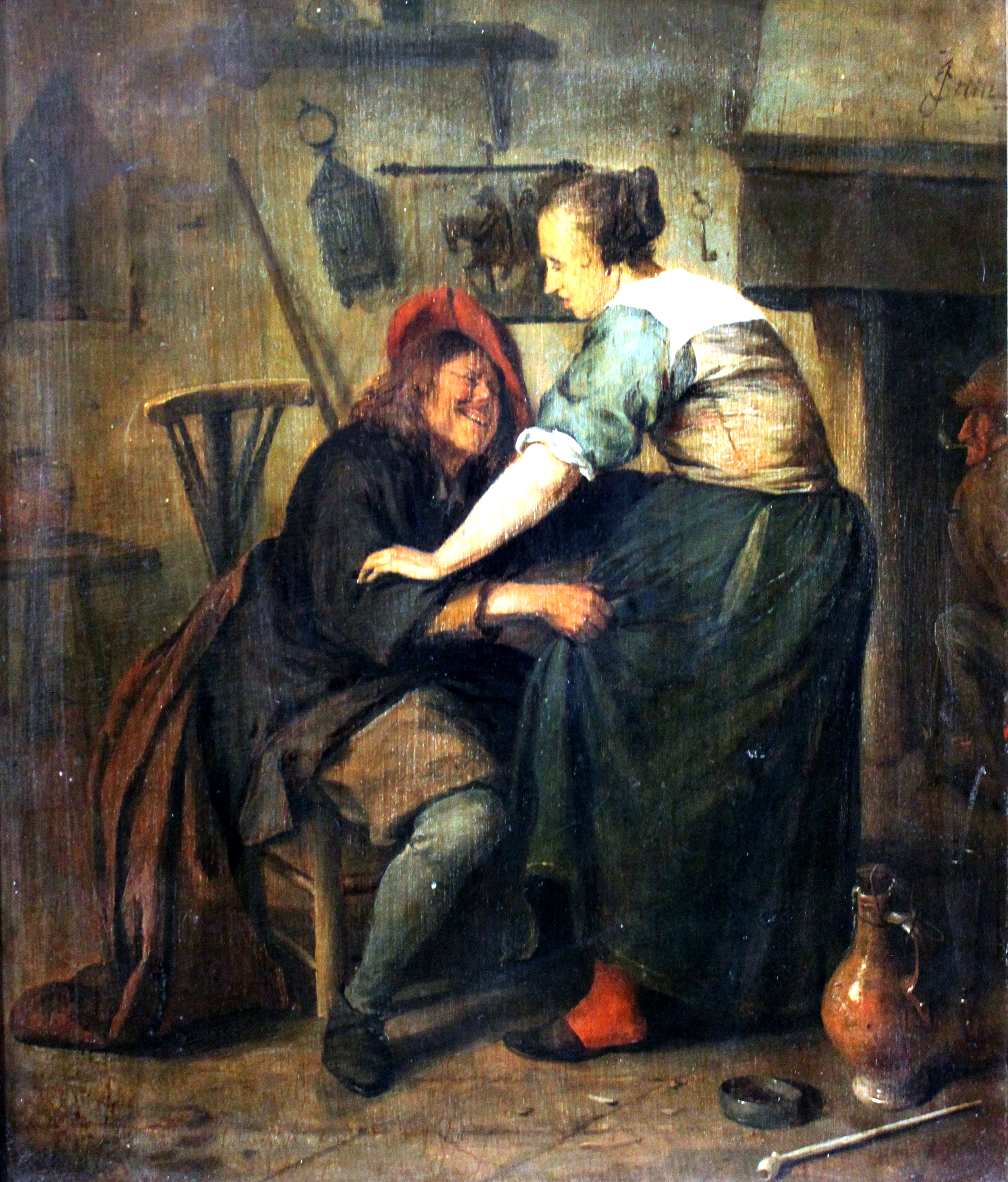
Ян Стен. «Нестримний кавалер у постоялому дворі зі служницею», Штеделівський інститут, Німеччина
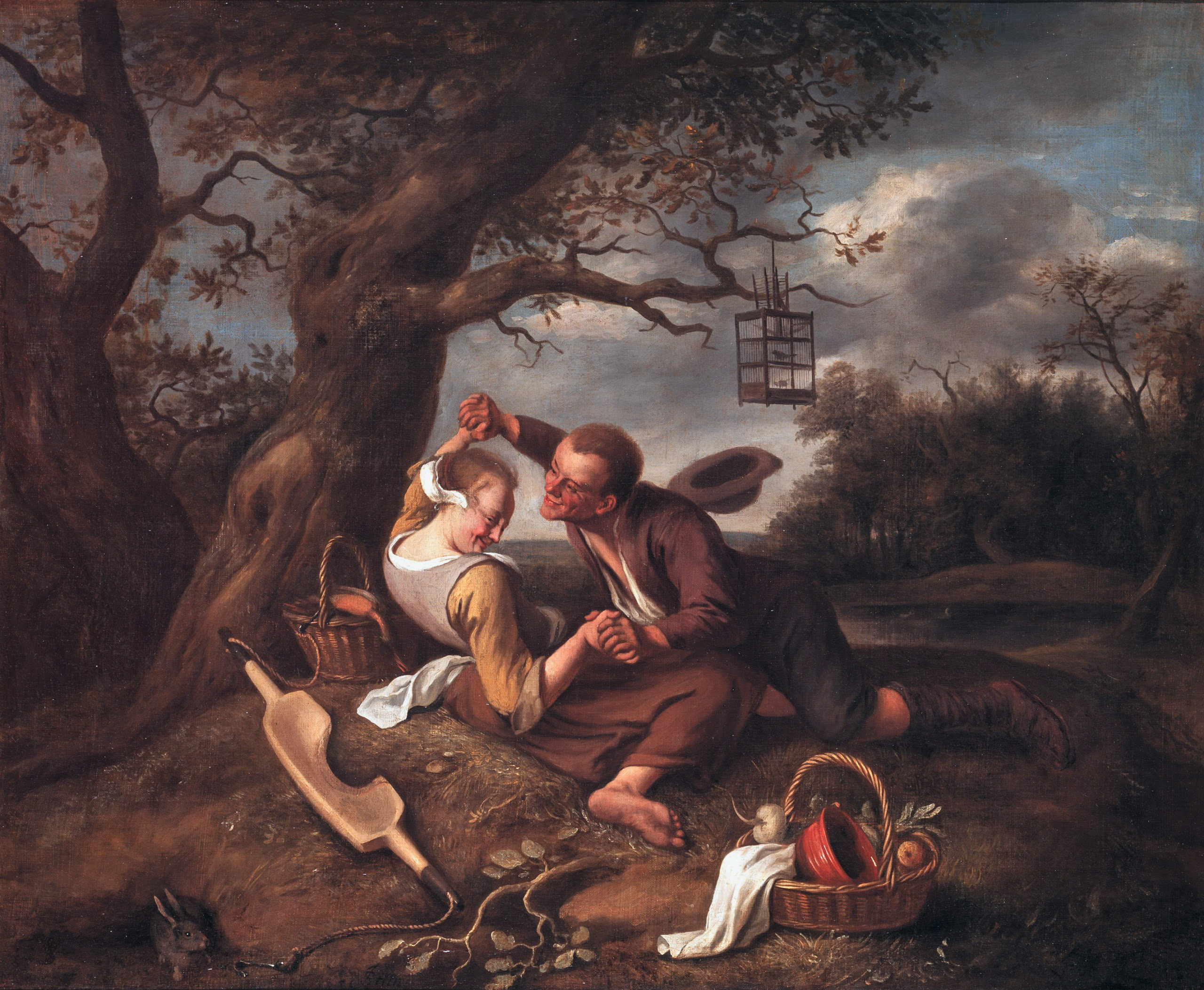
«Нестримний залицяльник»
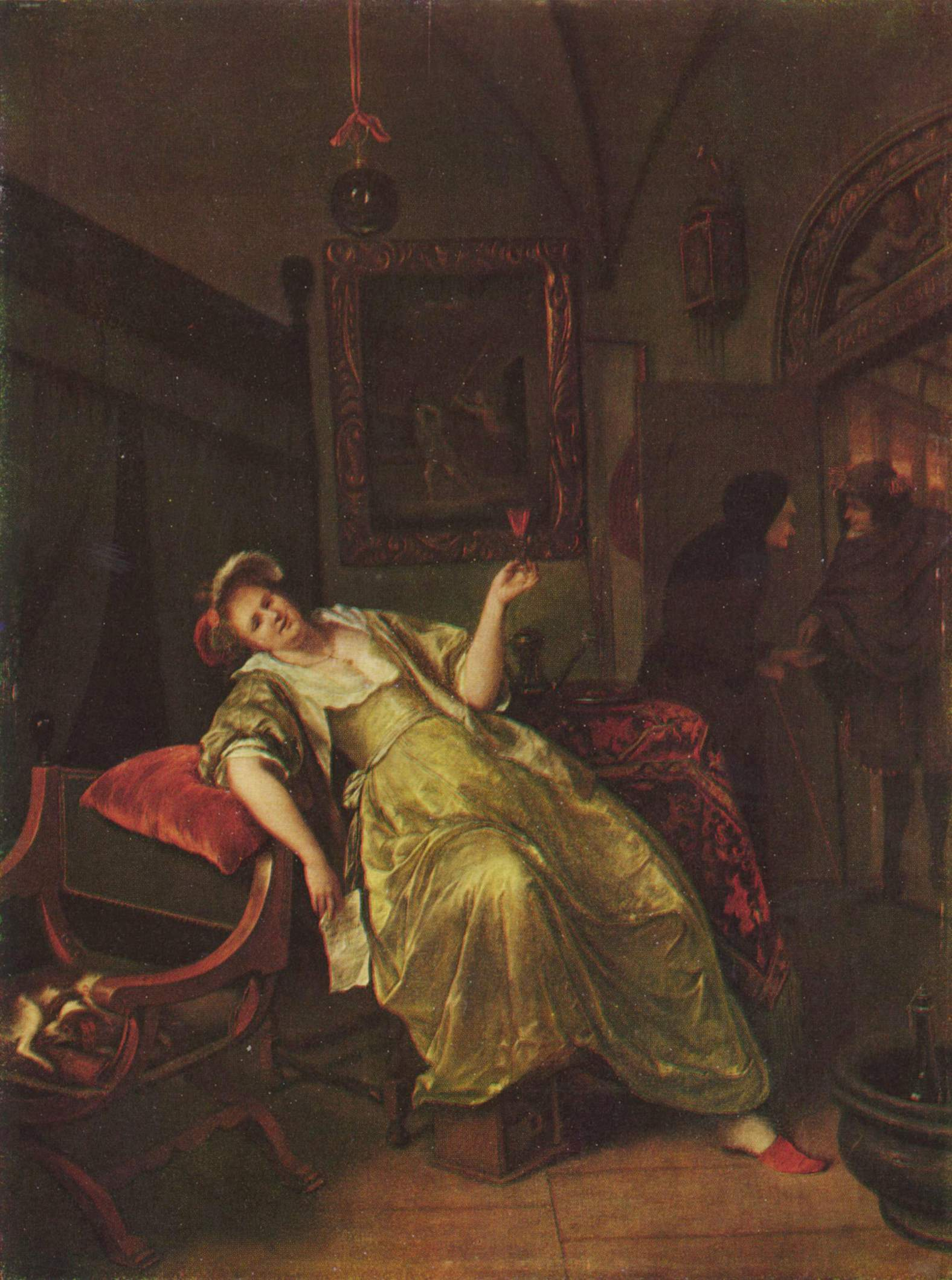
«Візит клієнта»
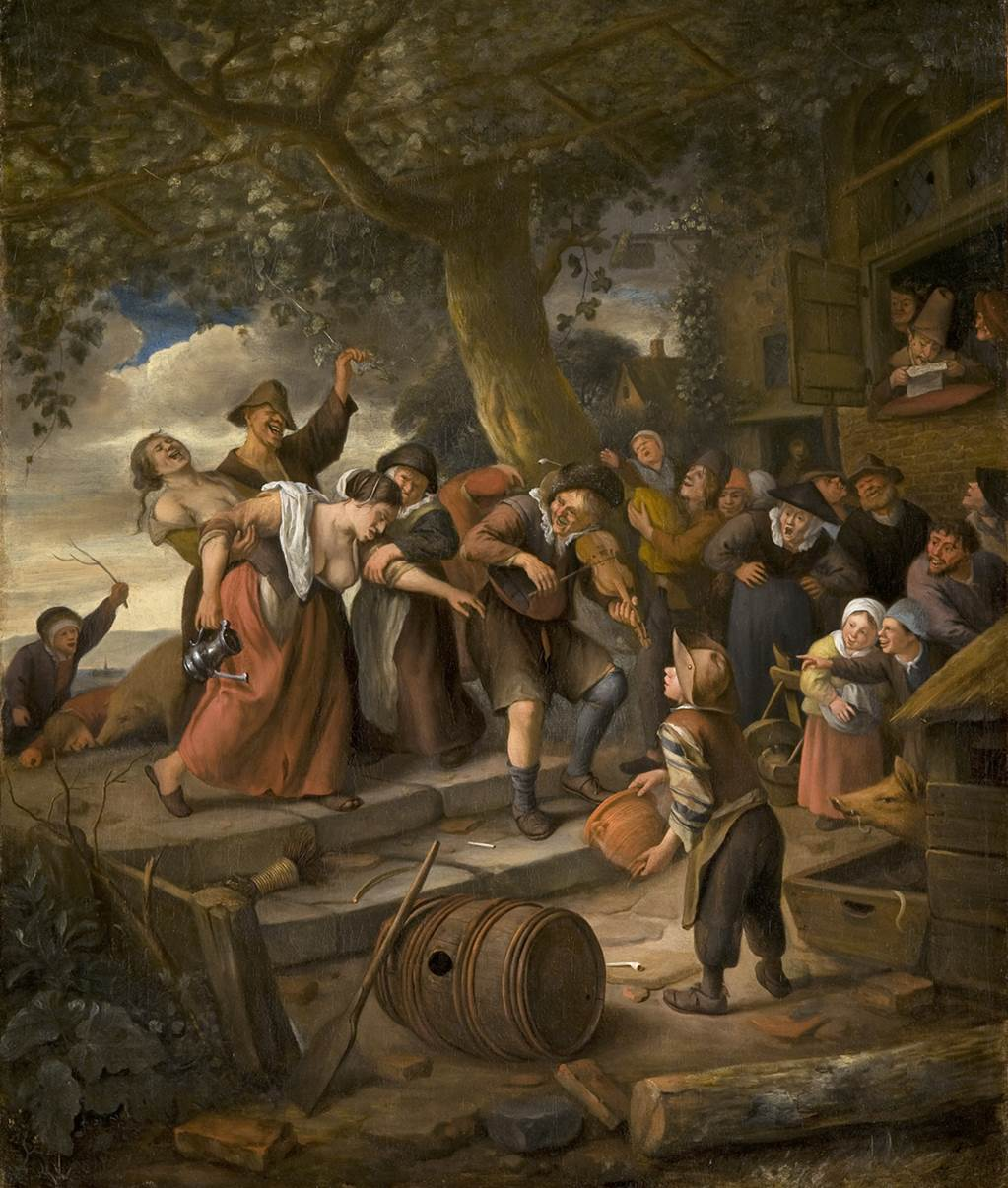
«Свиня завжди бруд знайде»
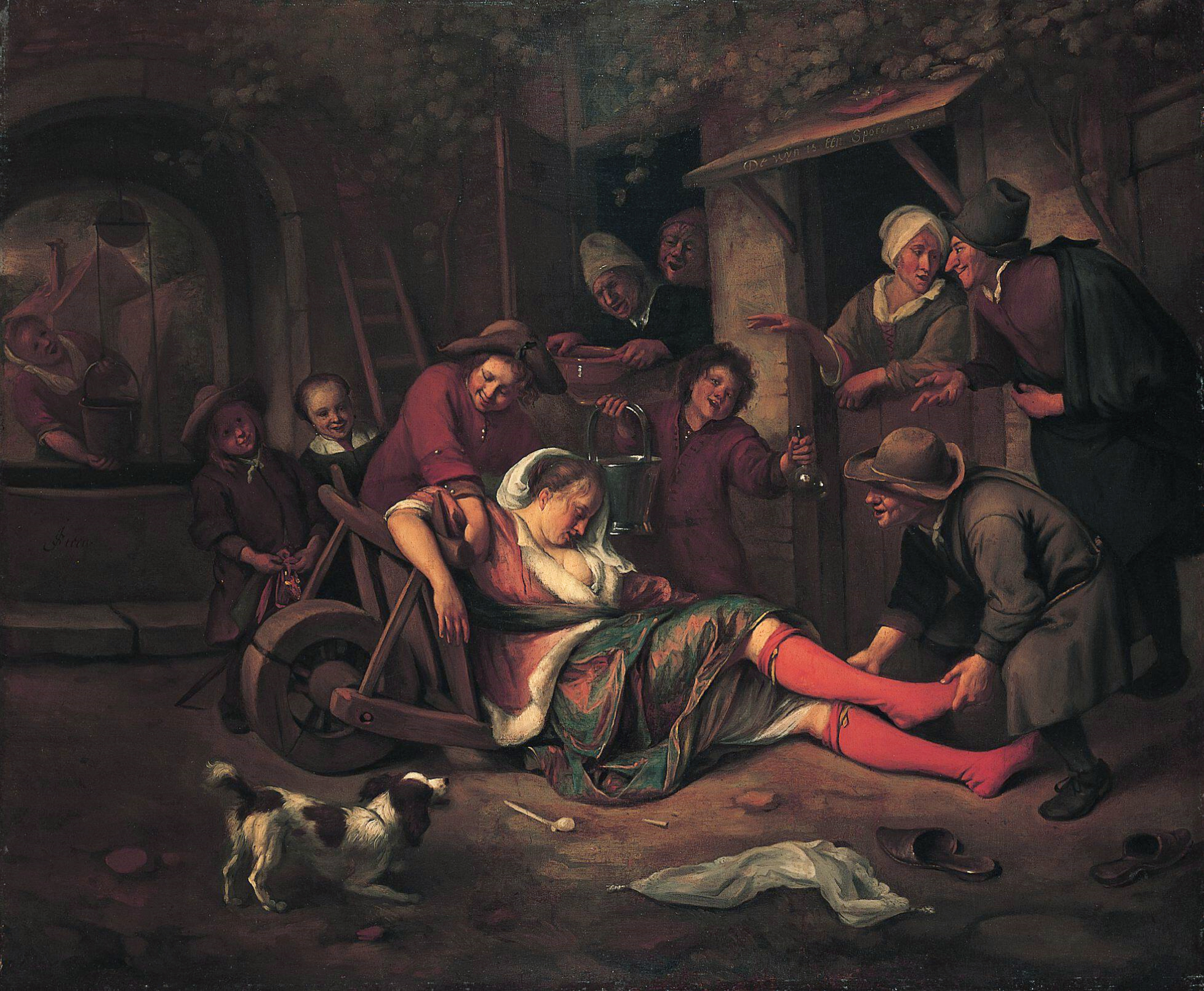
«Наслідки пиятики»
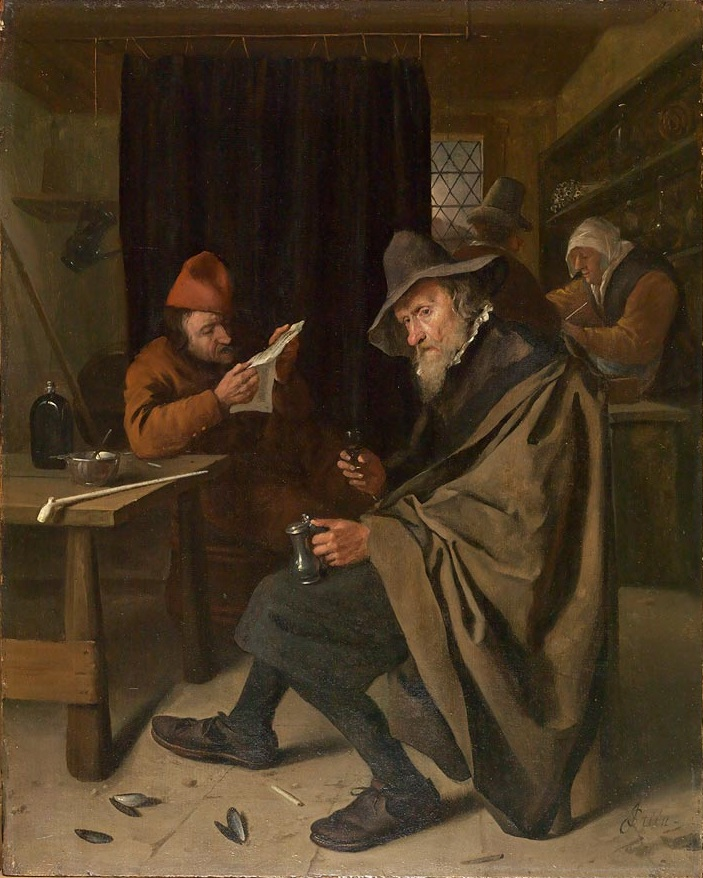
«Одинак п'яниця»